# دراوسکی مون
دراوسکی مون (به لهستانی:  Drawski Młyn) یک روستا در لهستان است که در گمینا دراوسکو واقع شده‌است. دراوسکی مون ۹۶۰ نفر جمعیت دارد.